# 渋谷高重
渋谷 高重（しぶや たかしげ）は、平安時代末期、鎌倉時代初期の相模国の武将。鎌倉幕府の御家人。渋谷重国の次男。

## 略歴
治承4年（1180年）8月の源頼朝挙兵では、平家方の大庭景親の軍に属して石橋山の戦いに参加したが、のちに父と共に頼朝に臣従する。『吾妻鏡』養和元年（1181年）8月27日条によると、高重はその無二の忠節と穏当な人柄を頼朝に評価され、その所領渋谷下郷（現神奈川県藤沢市長後付近）の年貢を免除されている。
元暦元年（1184年）1月、源義仲追討軍に従軍。捕虜となった義仲の家臣樋口兼光を重国の郎党が斬ろうとしたところ斬り損じたため、高重が兼光の首を斬った。高重は宇治川の戦いで手を負傷していたため、片手で首を打ったという。文治元年（1185年）2月26日の平氏追討では源範頼の遠征軍に属して豊後国へ渡っている。正治2年（1200年）、近江国柏原荘の柏原弥三郎追討のため上洛。
建保元年（1213年）5月、横山時広の娘婿であった事から、和田合戦で和田方に加勢して敗死し、その一族も皆殺しにされた。